# Torsa (rivière)
Pour l’article homonyme, voir Torsa.
La Torsa est une rivière d'Asie d'une longueur de 358 km qui coule au Tibet, au Bhoutan, en Inde puis au Bangladesh. Elle est un affluent du Brahmapoutre.

## Source de la traduction
- (en) Cet article est partiellement ou en totalité issu de l’article de Wikipédia en anglais intitulé « Torsa River » (voir la liste des auteurs).